# Circonscription de Girawa
La circonscription de Girawa est une des 177 circonscriptions législatives de l'État fédéré Oromia, elle se situe dans la Zone Est Hararghe. Son représentant actuel est Yusuf Aliy Seyd.